# Bandvagn 202
Il Volvo Bandvagn 202 (o semplicemente Bv-202) è stato il primo mezzo militare da neve di grande successo. Prodotto in Svezia, il Bv-202 venne adottato dalle forze armate di questo paese e da un gran numero di altre nazioni del blocco NATO.

## Nascita
Per il suo tipo di clima, la Svezia ha ovviamente un'elevatissima necessità di veicoli capaci di muoversi in terreni innevati, ma manifestare l'esigenza e risolverla sono due passaggi che hanno richiesto molto tempo per essere effettuati.
Il primo veicolo da neve in dotazione all'esercito svedese fu, durante la seconda guerra mondiale, il Weasel della Studebaker, ma durante gli anni cinquanta il suo mantenimento in servizio attivo era reso difficile a causa della elevata manutenzione a cui il veicolo doveva essere sottoposto per mantenerne l'operatività.

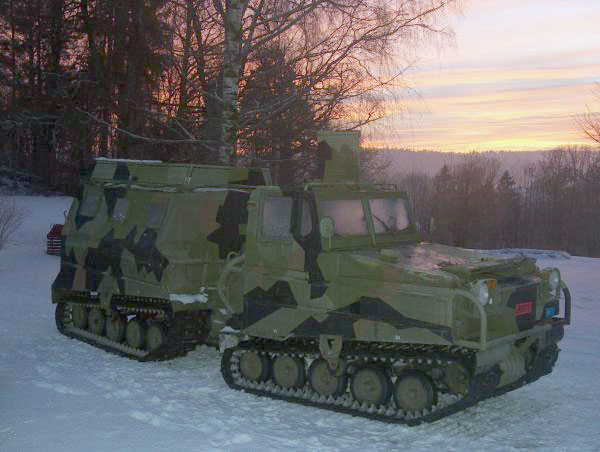
Un BV202NF1. Questo rispetto al modello base (BV202N) aveva un motore potenziato.

L'esercito svedese si vide pertanto costretto a chiedere un mezzo da neve capace di sostituirlo, ma nessuna delle industrie nazionalii si dimostrò disposta a lavorare su questo nuovo progetto. Così con un'audace decisione, lo stesso esercito lavorò al nuovo progetto, che apparve nel 1958 come primo prototipo, per essere via via elaborato. Alla fine dello sviluppo, venne approvato il programma e venne dato alla Bolinger-Bunktell (sussidiaria della Volvo) l'incarico di costruire il mezzo in serie. Era il 1961.

## Tecnica

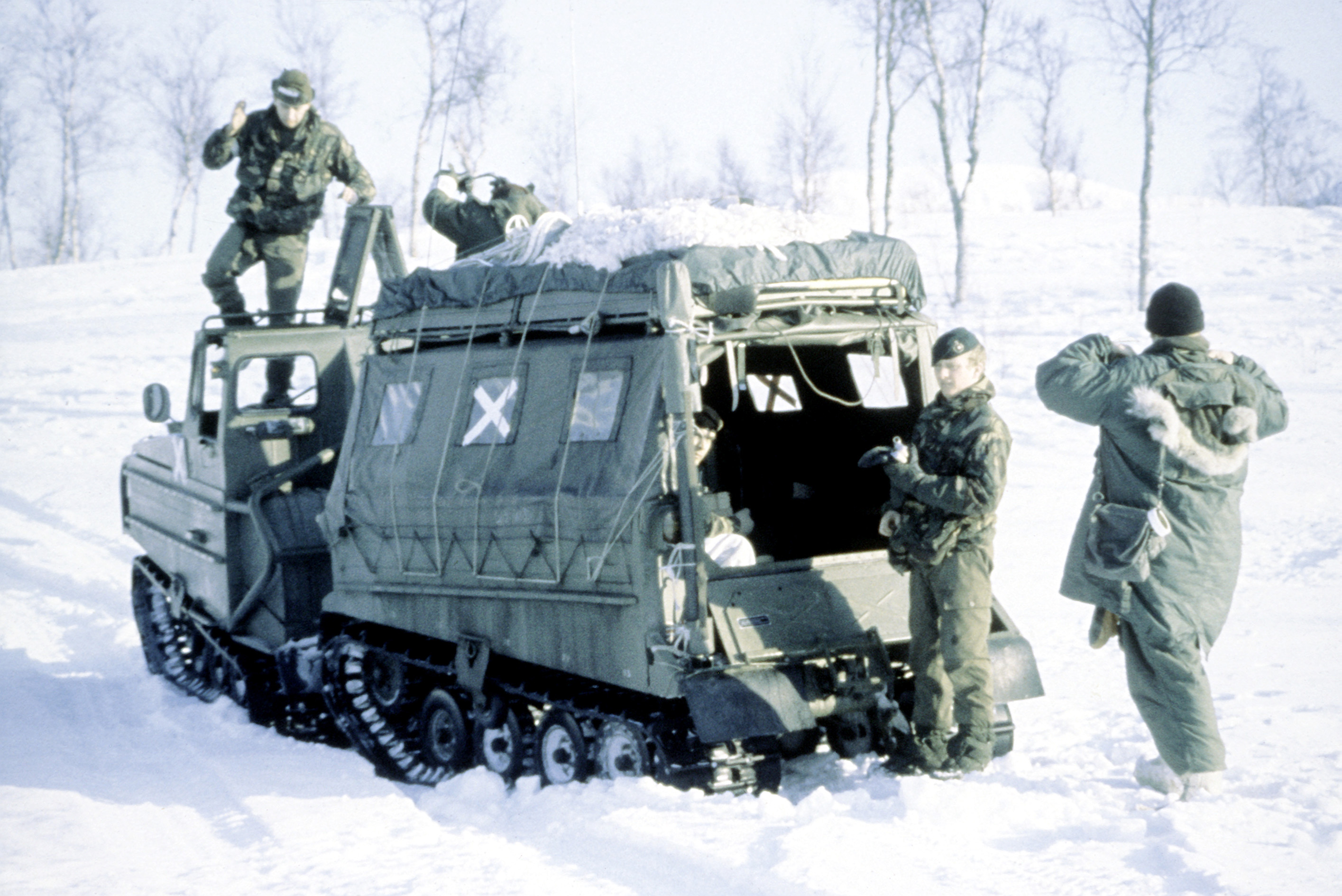
Un Bv-202 norvegese in configurazione di trasporto per truppe durante l'esercitazione NATO Alloy Express del 1982.

Il nuovo veicolo era estremamente innovativo, visto che per limitare la pressione specifica esso venne concepito come una sorta di treno: una motrice trainante, con motore anteriore e dietro l'abitacolo, mentre il vano da carico era su un traino cingolato che poteva essere configurato per trasportare 10 soldati, oppure 1000 kg di carico utile su strada, e 800 kg su terreno vario.
I cingoli erano dotati di 5 rulli l'uno, e con il loro movimento avevano la possibilità di far muovere il mezzo in acqua a 3,3 km/h. L'abitacolo era riscaldato e chiuso, mentre solo un telone proteggeva gli uomini alloggiati nel vano di carico dal rigido clima nordico e un riscaldatore era solo in opzione. Di conseguenza i viaggi invernali potevano risultare gelidi ed estremamente fastidiosi, soprattutto quando il veicolo guadava un corso d'acqua. In seguito fu offerto un compartimento truppe completamente chiuso e riscaldato.

## Servizio
Il mezzo è rimasto in produzione fino al 1981, con un successo di grande rilievo, essendo stato adottato come mezzo standard per terreni innevati (o più genericamente difficili) anche in Finlandia, in Turchia, nel Regno Unito, in Norvegia e in altri paesi ancora, per non parlare dell'affermazione anche nel settore civile.
Gli inglesi lo usarono largamente nella guerra delle Falkland, in quanto era uno dei pochissimi mezzi capaci di muoversi nel fango di quelle terre.
Attualmente esso è stato praticamente sostituito dal Bv-206.